# Julius Popper (banda)
Julius Popper es una banda de blues rock y rockabilly chilena, formada en 2004 en la ciudad de Concepción. Su sonido se distingue y caracteriza por la inclusión de bronces y teclados, con una marcada influencia de blues.

## Historia

### Inicios

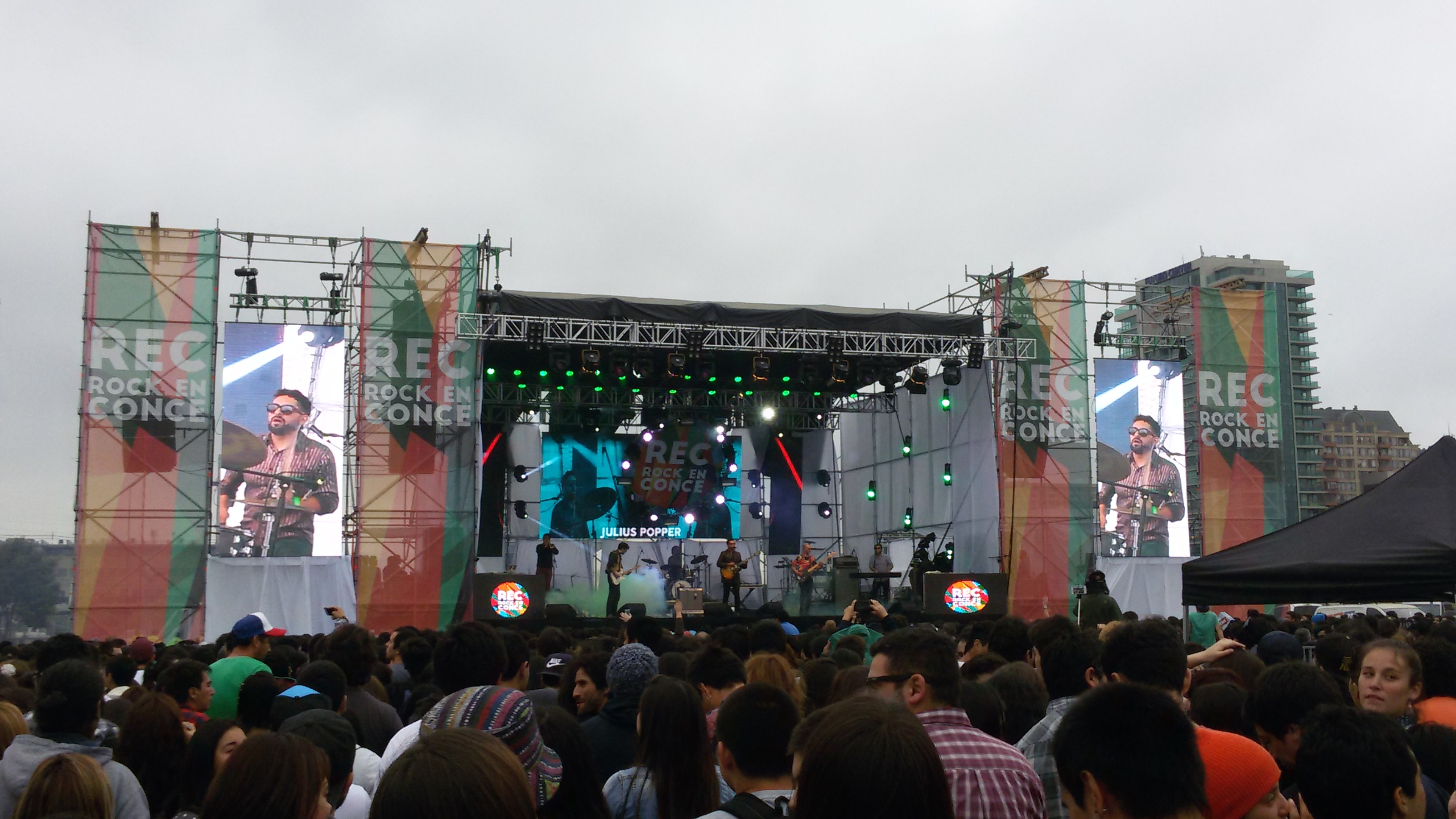
Julius Popper presentándose en un festival de Concepción.

La banda fue creada en 2004 por Alejandro Venegas y su hermano Patricio, junto a grupo de amigos cercanos y vecinos del barrio de Collao, perteneciente a la ciudad chilena de Concepción.
Luego de participar en pequeños conciertos de barrio, en 2006 participaron en el Concurso de Bandas Duoc UC y en 2008 en el Festival de Bandas UdeC, resultando ganadores de ambos eventos.
En 2009 lanzaron de forma independiente su primer disco, llamado Julius Popper?, el cual promocionaron en Santiago y Buenos Aires. Su segundo álbum apareció en 2013, mediante el sello discográfico Plaza Independencia, titulado No eres tú, soy yo.
En 2015 participaron en la primera versión del festival Rock en Conce de Concepción, dónde compartieron escenario con reconocidas bandas de origen local, como Los Tres, Emociones Clandestinas, De Saloon y Santos Dumont. Esta participación les permitió mostrar su propuesta en una vitrina masiva. Unos meses después, la banda se incluyó en el cartel de la agencia Charco Chile, del cual también participan artistas como Francisca Valenzuela, Molotov, Lucybell, Tronic, Weichafe, entre otros.[cita requerida] Acto seguido, la banda se trasladó a la capital, Santiago de Chile, despidiéndose de su ciudad natal con un evento llamado Voy y Vuelvo, realizado en la Sala Dos.
A comienzos de 2016 realizaron un pequeño tour por Estados Unidos tocando jazz y una gira por varias ciudades de su país, además de participar en la versión del festival Lollapalooza Chile 2016. Sumado a esto se vendrían variadas presentaciones independientes y en otros festivales tanto en Santiago como Concepción, y la celebración de sus 12 años. También fueron elegidos como los encargados de la realización de la banda sonora de la secuela de Johnny cien pesos y participaron de la versión 10 años de la Cumbre del Rock Chileno en enero de 2017.

## Discografía
- Julius Popper? (2009)
- No eres tú, soy yo (2013)
- El Desmadre (2020)
- Bella-vú (2022)
- Relatos falsos de historias verdaderas (2023)

## Vídeografia
| Año  | Título                 | Director(es)   |
| ---- | ---------------------- | -------------- |
| 2007 | «Señorita Moxichilina» | Daniel Gómez   |
| 2010 | «Huke»                 | Ricardo Mahnke |
| 2011 | «Que la maten ya»      | Camila Llaneza |
| 2013 | «Soda»                 | Diego Escobar  |
| 2016 | «Cielo Azul»           | Jorge Olguín   |
| 2017 | «20 años y un día»     | Mundo Medios   |

### Colaboraciones
- Soundtrack de la película 3:34
- Soundtrack de la Teleserie Nocturna Las Vegas

## Reconocimientos y méritos
- Ganadores Concurso de Bandas Duoc UC (2006)[18]
- Ganadores Festival de Bandas UdeC (2008)[19]
- Mejor disco independiente Revista y Radio Rockaxis[20]
- Ganadores Concurso Peugeot Chile 2011[21][22]